# 何文田政府合署

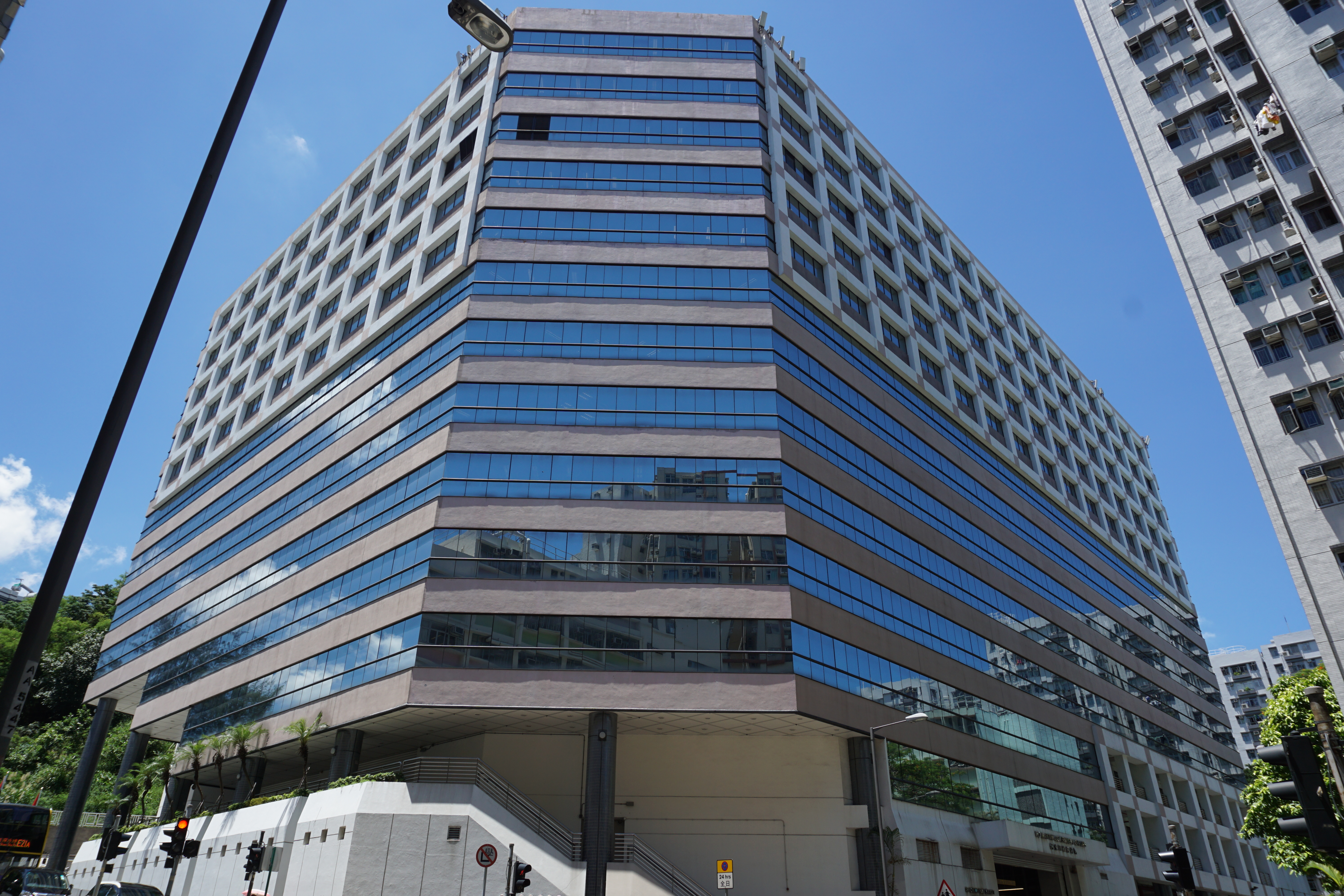
何文田政府合署全貌

何文田政府合署（英語：Ho Man Tin Government Offices）是香港政府的辦公大樓，位於香港九龍何文田忠孝街88號，1992年1月落成，樓高14層，為政府化驗所、路政署的總辦事處，及路政署的新界區辦事處的所在地。
何文田政府合署下層為何文田救護站。2000年發生懷疑發生氣體洩漏事件，要疏散大廈內逾千人到鄰近的公園。

## 圖像

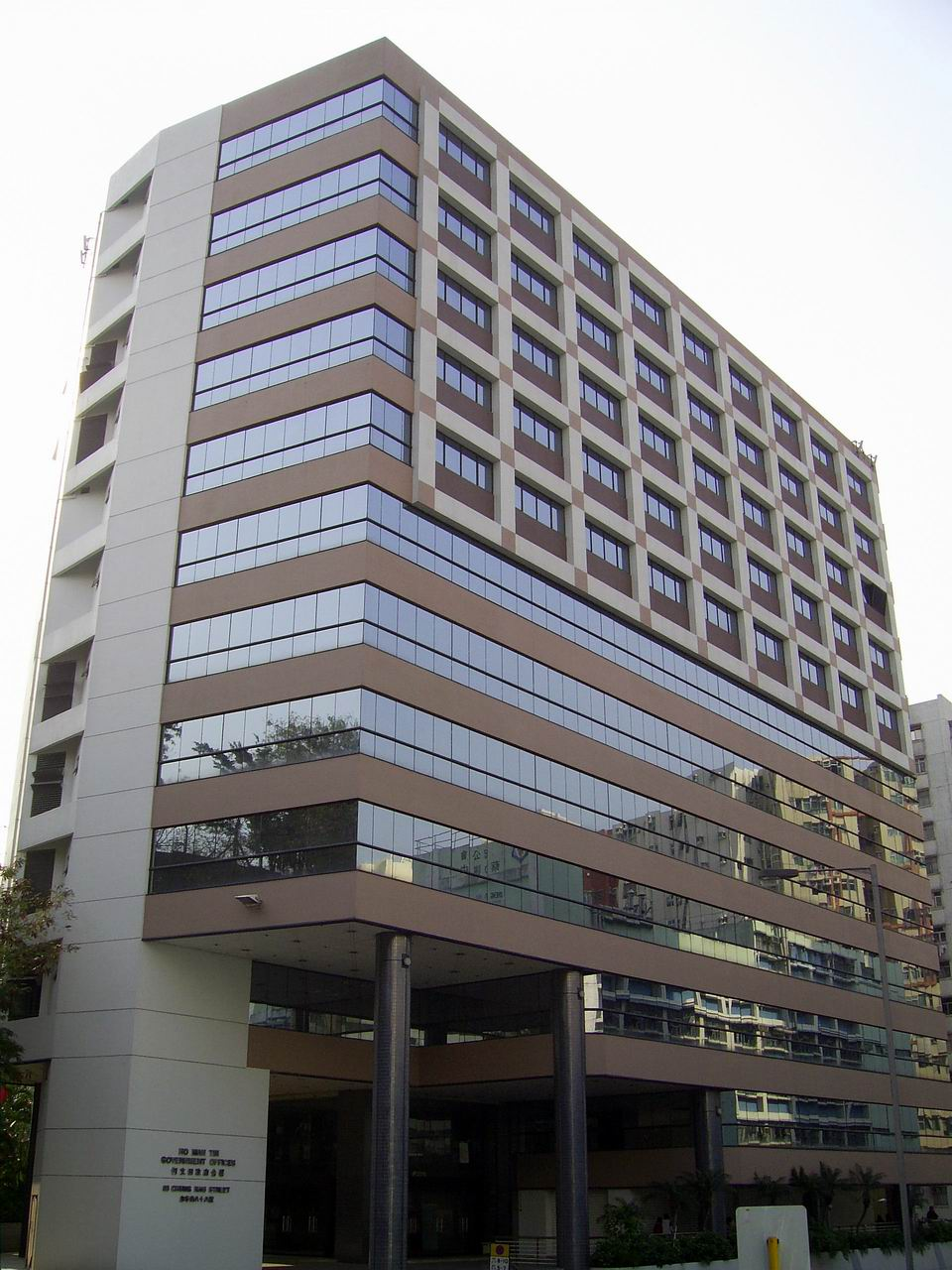
何文田政府合署
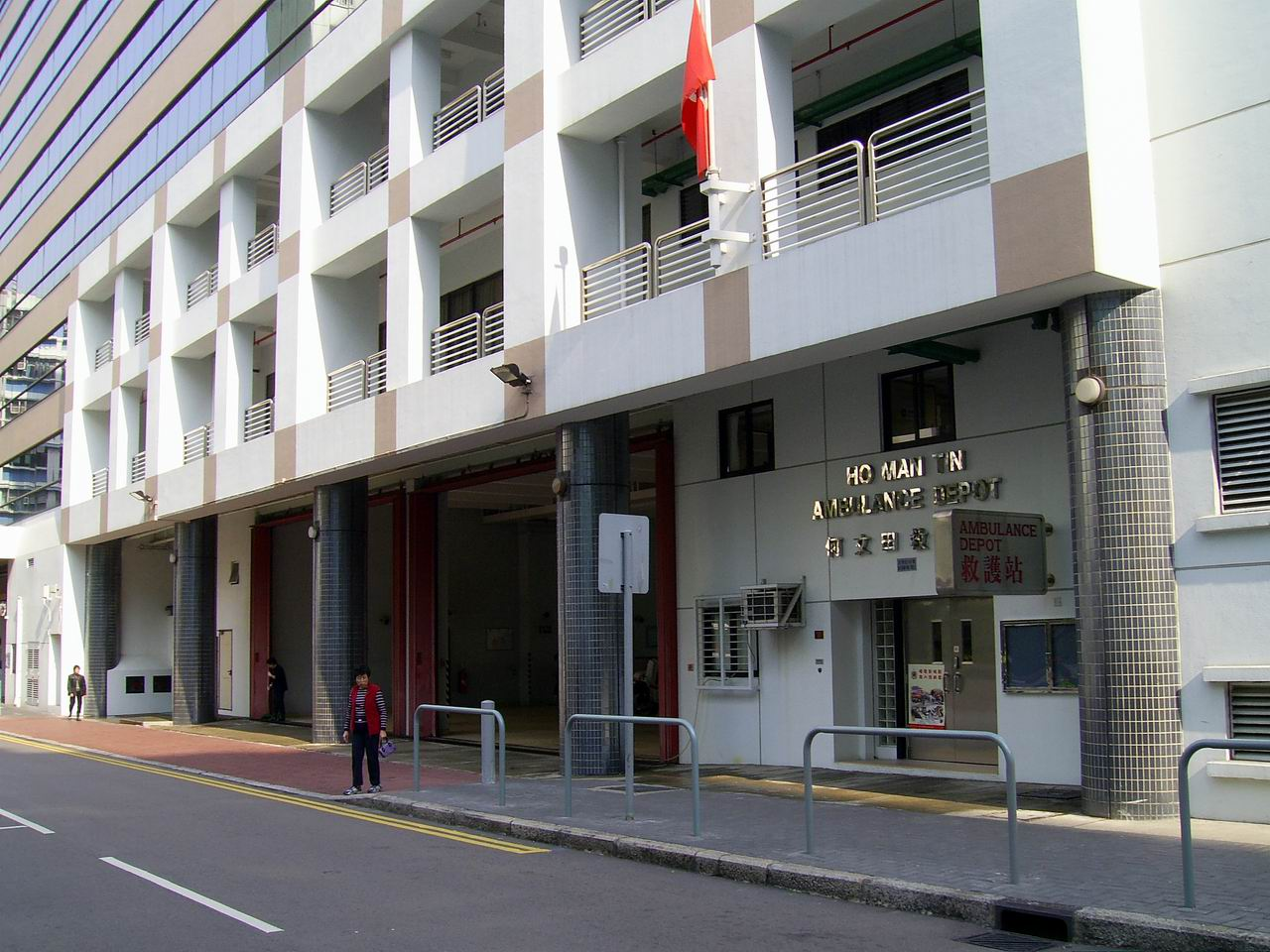
何文田救護站

## 外部連結
- 何文田救護站

22°18′53″N 114°10′48″E / 22.314666°N 114.1799125°E